# 足立かなえ
足立 かなえ（あだち かなえ、1984年8月20日 - ）は、千葉県市原市出身の元ボートレーサー。
千葉県立市原緑高等学校卒業。
登録第4341号。夫は若林将（登録第4335号）、師匠は石渡鉄兵、作間章。

## 来歴
- 千葉県立市原緑高等学校卒業後、やまと競艇学校に3回目の受験で合格。
- やまと競艇学校での成績は勝率：3.91、2連対率：15％
- 2005年3月19日、選手登録。96期
- 2005年5月18日から平和島競艇場で開催された 一般戦「第5回日刊ゲンダイ杯」初日第1Rでデビュー[1]。（5着）
- 2005年11月13日からびわこ競艇場で行われた G3「第16回びわこプリンセスカーニバル」4日目（11月16日）第6Rで5号艇6コースから抜きで勝利[2]し、デビュー初勝利を飾る。3連単の配当は128,560円で120組中119番人気だった。
- 2015年7月24日からボートレース三国で開催された 一般戦「ふみづき第1戦」4日目（最終日）第4Rに出走、1号艇2コースから2着[3]となった。結果としてこのレースが現役最後のレースとなった。
- 2018年3月に登録消除。引退。

## 人物、エピソード
- 競艇選手を志したのは元競輪選手である父の勧め。ちなみに作間章と知り合ったきっかけは、父の競輪選手の先輩が作間章の父と仲が良く、足立のことを頼んでくれた。
- 2006年5月に多摩川競艇場で行われた「GIIIモーターボートレディスダービー」の選手紹介式にて選手宣誓を行い「私たち、萌え萌え48名は、最終日まで、ご主人様のご来場・ご指名を心よりお待ちしております」と宣誓、場内の笑いを誘った。宣誓文は金田幸子に相談して作った。
- 名前の「かなえ」の由来は「わらべ」の倉沢淳美演じる「萩本かなえ」から。
- 目標とする選手は寺田千恵や濱村美鹿子。
- 好物はチョコレートとせんべい。苦手な食べ物は野菜。
- 愛読誌は「ViVi」や「sweet」。
- 現在実家では、足立の父と母が二人で花屋を営み、兄もいる。好きな花は「ひまわり」。
- 2009年11月13日、同期の若林将と結婚。

## 通算成績
- 出走回数：816回
- 1着回数：30回
- 優出：0回
- 優勝：0回
- フライング(F)回数：7回
- 出遅れ(L)回数：0回
- 通算勝率：2.95
- 2連対率：9.19
- 3連対率：17.89
- 生涯獲得賞金：36,540,000円